# Sausalito (Kalifornia)
Sausalito – miasto w Stanach Zjednoczonych, w stanie Kalifornia, w hrabstwie Marin. Według spisu ludności przeprowadzonego przez United States Census Bureau w roku 2010, w Sausalito mieszka 7061 mieszkańców.

## Miasta partnerskie
- Viña del Mar, Chile
- Sakaide, Japonia